# Pietro Bastogi
Pietro Bastogi (Livorno, 15 marzo 1808 – Firenze, 21 febbraio 1899) è stato un politico, finanziere e industriale italiano.

## Biografia
Nato nel 1808 a Livorno da una famiglia di commercianti originaria di Civitavecchia, in gioventù fu attratto dalle idee patriottiche e venne affiliato alla Giovine Italia di Giuseppe Mazzini, di cui fu anche tesoriere. Amico di Francesco Domenico Guerrazzi, nel 1836 Bastogi lo aiutò nella pubblicazione della sua opera l'Assedio di Firenze presso l'editore parigino Baudry. Nel frattempo si dedicò all'attività di famiglia, ovvero il commercio e la finanza, divenendo un abile uomo d'affari, con investimenti finanziari nel campo del settore pubblico e privato. La fama della famiglia livornese divenne così alta che, nel 1847, il Granduca di Toscana Leopoldo II, in difficoltà finanziarie, chiese un prestito alle banche private toscane, tra cui i Bastogi, i quali ricevettero come copertura il reddito di un'azienda mineraria che, su commissione del governo, sfruttava le miniere di ferro di Follonica.
Dopo la concessione, il 17 febbraio 1848, della Costituzione da parte del granduca, sull'onda rivoluzionaria che aveva colpito l'Europa, Bastogi venne eletto deputato del nuovo parlamento toscano. In tale veste si adoperò per la costituzione di reparti di volontari toscani da inviare in appoggio all'esercito piemontese di Carlo Alberto durante la prima guerra d'indipendenza, cercando di fare da mediatore tra i liberali moderati e i democratici guerrazziani. Tuttavia si orientò su posizioni conservatrici quando il governo costituzionale adottò misure economiche a suo parere disastrose per l'economia toscana, come l'emissione di buoni del Tesoro per far fronte alle spese di guerra o l'alienazione del beni statali.
Nel 1849, dopo la caduta del governo costituzionale e la restaurazione della dinastia dei Lorena sul trono granducale, Bastogi divenne finanziere del governo e maggiore azionista delle più importanti società finanziarie toscane, ricoprendo importanti incarichi, come quello di presidente della Camera di commercio di Livorno. In tale veste si adoperò affinché la banca della sua città natale si fondesse con la Banca di Firenze, dando origine nel dicembre 1857 alla Banca Nazionale Toscana, di cui divenne azionista e membro del consiglio d'amministrazione. Bastogi si fece portavoce della necessità politica e finanziaria di un «imprestito grosso colla garanzia mista di Francia e Piemonte» e l’appoggio della più importante casa bancaria europea, quella dei Rothschild di Parigi.
Durante la crisi unitaria del 1859-1860 e il definitivo esilio dei Lorena, il banchiere livornese appoggiò finanziariamente la costituzione di gruppi di volontari toscani, per poi divenire membro del governo provvisorio toscano presieduto dal barone Bettino Ricasoli, da cui ricevette l'incarico di provvedere alle finanze governative attraverso un prestito con la Banca di Torino. Giunto nella capitale piemontese, Bastogi, pur conquistandosi la stima del primo ministro Cavour, non riuscì ad ottenere il prestito richiesto; per questo si recò a Parigi, dove ottenne dalla Banca Rothschild un prestito di venti milioni di lire. Subito dopo l'annessione della Toscana al Regno di Sardegna, furono indette le elezioni per permettere ai rappresentanti della Lombardia e dell'Italia centrale di entrare nel parlamento subalpino. Bastogi fu eletto il 29 marzo 1860 per i collegi di Cascina e Montepulciano.
La carriera politica ed imprenditoriale di Bastogi è caratterizzata da ombre più che da luci. Ombre di corruzione e speculazioni. Citando i casi più rappresentativi, come verrà evidenziato qualche riga più avanti, risulterà implicato nello scandalo delle ferrovie meridionali, dove la fece da padrone un mastodontico conflitto d'interesse; nell'ambito speculativo, invece, dietro la sua regia si aprì, nella neonata Italia, una stagione di "edilizia impazzita" che fece crollare il settore e fallire diversi istituti d'investimento immobiliare, generando lo scandalo della Banca Romana.

### Incarichi governativi
Entrato in parlamento, il banchiere livornese sedette tra i banchi della Destra, facendo parte del gruppo toscano capeggiato da Ricasoli e appoggiando un disegno di legge per un prestito di 150 milioni di lire al fine di colmare le spese di guerra e di unificazione dei territori annessi. Il 3 febbraio 1861 ci furono le elezioni per rinnovare il Parlamento, per permettere l'ingresso ai deputati dell'Italia meridionale, appena conquistata da Giuseppe Garibaldi. Dopo essere stato rieletto, e dopo la proclamazione del Regno d'Italia il 17 marzo 1861, Bastogi fu chiamato, ai primi di aprile a far parte del gabinetto Cavour, ricevendo il Ministero delle finanze, incarico che tenne anche, dopo la morte di Cavour, nel primo Governo Ricasoli. Come ministro operò l'unificazione dei debiti pubblici degli stati unitari, istituendo il Gran Libro del Debito pubblico.
Altri provvedimenti di rilievo che prese furono un altro progetto ministeriale per un prestito di mezzo miliardo di lire e l'introduzione del decimo di guerra a tutti i territori annessi e nuove tasse sul bollo, sui beni della manomorta, sulle società industriali, sulle ipoteche, sui viaggiatori delle ferrovie, sulle merci e sui bagagli, al fine di cercare di colmare il pauroso deficit finanziario del neonato Stato italiano.
Sempre nel 1861 fu fatto conte e nobile di Livorno.

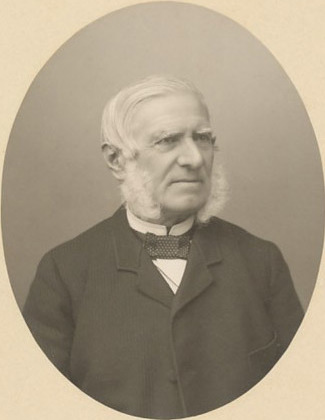
Ritratto di Pietro Bastogi, fine del XIX secolo

Dopo la caduta del governo Ricasoli, il 3 marzo 1862, Bastogi ridiventò semplice deputato, non dimenticandosi però del mondo degli affari. Nello stesso anno, infatti, fondò la Banca Toscana di Credito per le Industrie e il Commercio d'Italia e, poco dopo, creò la Società Italiana per le Strade Ferrate Meridionali (l'attuale Bastogi S.p.A.), grande società a capitale privato interessata ad ottenere gli appalti per la costruzione delle rete ferroviaria italiana, di cui divenne presidente.
Ottenne dal Governo Rattazzi I la concessione per la costruzione delle ferrovie meridionali, ma su questa concessione nacque uno scandalo, visto che alcuni parlamentari avevano ricevuto delle promesse di favori per il voto favorevole. Vi fu un'inchiesta, avviata nel luglio 1864, che si concluse con una dichiarazione di censura nei confronti di Bastogi e degli altri deputati. Dopo essere stato rieletto nel 1870, il deputato toscano contribuì alla caduta della Destra dal governo del Paese, votando, insieme al gruppo toscano, il 18 marzo 1876, contro il disegno di legge governativo sulla nazionalizzazione delle ferrovie, fatto che permise l'ascesa al governo della Sinistra, nella persona di Agostino Depretis. Bastogi rimase deputato fino al 1880. Dopo la nomina a senatore il 4 dicembre 1890, Bastogi si disinteressò della politica e si dedicò più attivamente al mondo finanziario, promuovendo anche l'organizzazione di studi economici. L’ultimo grande impegno del gruppo che fa capo a Bastogi risale al 1879 con la creazione della Fondiaria: compagnia italiana di assicurazioni a premio fisso contro l’incendio, la cui prima polizza venne emessa a favore dei conti Bastogi. Anche questa società sarebbe stata condotta a lungo con quello stile di investimenti oculati e sapiente distribuzione di utili che aveva caratterizzato la gestione degli investimenti di Bastogi. Bastogi morì a Firenze il 21 febbraio 1899, a 90 anni. Il banchiere toscano lasciò un patrimonio di 17.247.073 lire – costituito prevalentemente da titoli, dopo che in vita aveva fatto donazione delle proprietà immobiliari ai figli – e 50.000 autografi alla Biblioteca Labronica, memoria del suo impegno culturale erudito. Riposa presso il cimitero monumentale della Misericordia di Livorno.

## Autografoteca
Dal 1927 presso la Biblioteca Labronica di Livorno è custodita l'Autografoteca Bastogi, una vasta collezione di circa 60 000 autografi raccolta dal conte Pietro Bastogi e dai suoi figli Gioacchino e Giovannangelo nel corso di tutto l'Ottocento. Donata dagli eredi al Comune di Livorno nel 1923, abbraccia un arco storico che va dalla fine del XV secolo agli inizi del XX secolo e contiene le testimonianze manoscritte di tutti i principali letterati, scienziati, politici, storici e regnanti del panorama europeo.

## Archivio
La documentazione relativa all'attività della Società Italiana per le Strade Ferrate Meridionali, poi diventata Bastogi SpA, è conservata presso l'Archivio storico Bastogi, dichiarato nel 1984 di notevole interesse storico dalla Sovrintendenza archivistica della Lombardia, ed è stato versato in deposito dall'Archivio di Stato di Milano alla Fondazione Istituto per la storia dell'età contemporanea (Isec) nel luglio del 2002.
La documentazione del fondo Bastogi copre un arco cronologico che va dal 1862 al 1983 e comprende 3.947 unità archivistiche (fascicoli, registri e volumi) conservate in 434 buste; le carte riguardano la società Capogruppo Bastogi e le imprese dalla stessa controllate e ad essa collegate.